# Demolition Derby & Figure 8 Race
Auxiliary Power’s Demolition Derby and Figure 8 Race (или DD&F8R) — видеоигра в жанре Гонки на выживание и гонки "Восьмёрка". Считается одним из правдоподобных симуляторов гонок на выживание, но широкой известности не получила. Создавать игру помогали настоящие водители в гонках на выживание. В России известна под названием Тотальное уничтожение и переведена компанией Интенс/Медиа 2000.

## Игровой процесс
В игре 4 уровня сложности, 9 трасс (от местного до национального значения), 11 настоящих моделей машин и свыше 50 компьютерных водителей. Максимальное число машин в соревнованиях — 24.
Повреждения: кузов мнётся, двигатель дымится и глохнёт. Как и в настоящих гонках на выживание здесь есть отборочные соревнования. За длительное намеренное избежание столкновений игроку даётся предупреждение, при повторе — удаление из гонки.
Есть официальный патч 1.22.